# Min søsters børn på bryllupsrejse
Min søsters børn på bryllupsrejse er en dansk film fra 1967 med manuskript og instruktion af Annelise Reenberg.

## Medvirkende
- Axel Strøbye
- Birgit Sadolin
- Jan Priiskorn Schmidt
- Pusle Helmuth
- Michael Rosenberg
- Vibeke Houlberg
- Sonja Oppenhagen
- Jeanne Darville
- William Rosenberg
- Karl Stegger
- Thecla Boesen
- Bjørn Puggaard-Müller
- Jørgen Kiil
- Ernst Meyer
- Gunnar Lemvigh
- Jørgen Buckhøj
- Holger Vistisen
- Ole Ernst

## Eksterne links
- Min søsters børn på bryllupsrejse på Internet Movie Database (engelsk)
- Min søsters børn på bryllupsrejse på Filmdatabasen
- Min søsters børn på bryllupsrejse på danskefilm.dk
- Min søsters børn på bryllupsrejse på danskfilmogtv.dk
- Min søsters børn på bryllupsrejse i Svensk Filmdatabas (svensk)
- Min søsters børn på bryllupsrejse på MovieMeter (nederlandsk)
- Min søsters børn på bryllupsrejse på The Movie Database (engelsk)